# Саванна (Теннессі)
Саванна (англ. Savannah) — місто (англ. city) в США, в окрузі Гардін штату Теннессі. Населення — 7213 особи (2020).

## Географія
Саванна розташована за координатами 35°13′16″ пн. ш. 88°14′8″ зх. д. / 35.22111° пн. ш. 88.23556° зх. д. (35.221040, -88.235659).  За даними Бюро перепису населення США в 2010 році місто мало площу 16,88 км², уся площа — суходіл.

## Демографія
Згідно з переписом 2010 року, у місті мешкали 6982 особи в 2870 домогосподарствах у складі 1766 родин. Густота населення становила 414 осіб/км².  Було 3290 помешкань (195/км²).
Расовий склад населення:
| - 87,2 % — білих - 7,9 % — чорних або афроамериканців - 0,6 % — азіатів - 0,5 % — корінних американців - 1,2 % — осіб інших рас |

До двох чи більше рас належало 2,5 %. Частка іспаномовних становила 3,2 % від усіх жителів.
За віковим діапазоном населення розподілялося таким чином: 22,6 % — особи молодші 18 років, 57,3 % — особи у віці 18—64 років, 20,1 % — особи у віці 65 років та старші. Медіана віку мешканця становила 40,9 року. На 100 осіб жіночої статі у місті припадало 82,3 чоловіків;  на 100 жінок у віці від 18 років та старших — 79,2 чоловіків також старших 18 років.
Середній дохід на одне домашнє господарство  становив 37 003 долари США (медіана — 26 502), а середній дохід на одну сім'ю — 47 833 долари (медіана — 36 524). Медіана доходів становила 30 151 долар для чоловіків та 21 510 доларів для жінок. За межею бідності перебувало 30,7 % осіб, у тому числі 37,3 % дітей у віці до 18 років та 27,5 % осіб у віці 65 років та старших.
Цивільне працевлаштоване населення становило 2214 осіб. Основні галузі зайнятості: освіта, охорона здоров'я та соціальна допомога — 18,2 %, роздрібна торгівля — 12,6 %, мистецтво, розваги та відпочинок — 12,3 %.